# Bad Fucking
Bad Fucking [ˈbad fʊkɪŋ] ist ein österreichischer Film von Harald Sicheritz nach einem Buch von Kurt Palm. Wörtlich übersetzt bedeutet der englische Ausdruck Bad Fucking schlechtes Ficken. Bad erinnert auch an einen Kurort; Fucking hieß bis 2020 ein kleiner Ort in Österreich.

## Handlung
Der fiktive oberösterreichische Fremdenverkehrsort Bad Fucking lebt ganz gut von Touristen, die durch den originellen Namen des Orts angelockt werden.
- Die Familie Sandleitner betreibt ein Souvenir- und Fotogeschäft. Deren Tochter Veronika ist aber nicht daran interessiert und will in München studieren. Sie verbringt die Freizeit mit der serbischen Putzfrau Jagoda.
- Bürgermeister Hintersteiner besitzt mit seiner Familie das Kurhotel und möchte am idyllischen Höllensee ein Seehotel errichten, wofür er bereits Baumeisterin Maria Sperr angesprochen hat. Der Seegrund gehört jedoch dem Einsiedler Vitus Schallmoser, der in einer Höhle wohnt.
- Schallmoser unterstützt lieber den Polizeikommandanten Wellisch, der dort sein Fischschutzgebiet verteidigt. Er hat aber in seiner Höhle auch eine Halle mit steinzeitlichen Malereien entdeckt.
- Kilian Hintersteiner, der ältere Sohn des Bürgermeisters, führt das Hotel, schikaniert dabei seinen Bruder Philipp, kokst und handelt  mit Drogen.

Die goldenen Zeiten haben aber ein Ende, als ein Bergrutsch die wichtigste Zufahrtsstraße verschüttet. Darauf bricht der Tourismus zusammen. Nur die Kriminalpolizei findet den Weg ins Dorf und verhaftet Kilian wegen Drogenhandels. Drei Jahre später sieht es schlecht aus. Die Hotelzimmer stehen leer – die Dorfbewohner möchten ihre Zukunft mit abseitigen Projekten retten:
- Veronika, deren Eltern beim Felssturz ums Leben gekommen sind, sitzt mit dem Souvenir- und Fotogeschäft auf Schulden und will nur weg. Sie will mit Erpressungen ihrer Fotokunden zu Geld kommen.
- Der Bürgermeister will nun ein Flüchtlingsheim am Ufer des Sees errichten. Dafür hat er seine Verbindungen zu Maria Sperr reaktiviert, die inzwischen Innenministerin ist. Allerdings hat er mit Spekulationen nicht nur eine Million Privatgeld, sondern auch sechs Millionen der Gemeinde verloren.
- Dessen Sohn Kilian ist inzwischen aus dem Gefängnis entlassen, wohnt in Wien und möchte die Höhle mit den Malereien groß vermarkten. Daran hat sich auch der Zahnarzt mit 10.000,- beteiligt.
- Der zweite Sohn Philipp führt inzwischen das Hotel und möchte nur Veronika.
- Der Postenkommandant Wellisch möchte eine Aalzucht im Höllensee aufbauen und bekämpft daher die Pläne des Bürgermeisters. Aus einem Altarbild hat er nämlich eine Prophezeiung über eine Aalinvasion in den nächsten Tagen interpretiert.
- Jagoda will zurück in ihre Heimat und in Belgrad ein Café eröffnen. Dafür spart sie Geld, das sie auch mit Liebesdiensten verdient.

Das Dorf hat auch noch das Problem, dass der zweideutige Ortsname auf den Computersystemen in den Ministerien und diversen Firmen gesperrt ist und daher immer vergessen wird. So arbeiten die Polizisten immer noch mit Uniformen und Ausrüstung der 2005 aufgelösten Gendarmerie. Auch für die Mobilfunkanbieter ist der Ort ein weißer Fleck, sodass man auf einen Bergabsatz (genannt die „Internetplattform“) steigen muss, um mobiles Internet zu haben. Und die zwei Münztelefone funktionieren nur mit Schillingen.
Mit der Ankunft einer Cheerleader-Gruppe im Trainingslager kommt etwas Leben ins Dorf. Der Wetterdienst beobachtet derweilen seltsame Phänomene von Aalen und Superzellen und streitet, ob diese gefährlich sein könnten. Dann kommt es zu Todesfällen: Zuerst stirbt Vitus Schallmoser in seiner Höhle. Die Innenministerin wird in Dorfnähe von tschetschenischen Terroristen entführt und durch eine Doppelgängerin ersetzt, die in der Folge den russischen Innenminister ermordet. Dann vergiftet Philipp seinen Vater unabsichtlich mit einem Knollenblätterpilz, die seit der Verhaftung Kilians depressive Mutter begeht Selbstmord. Davor gesteht sie noch, dass Kilian in Wahrheit Vitus’ Sohn ist. Der Zahnarzt treibt Kilian in Wien auf und verlangt von diesem sein Geld zurück. Am nächsten Tag wird auch dieser in seiner Praxis erschossen aufgefunden. Zuletzt wird Veronika von Philipp entführt. Nach einer gescheiterten Vergewaltigung nimmt sich auch dieser das Leben mit dem Pilzgift.
Ein verheerendes Gewitter entlädt sich dann über Bad Fucking, bringt viele Aale und das apokalyptische Finale.

## Dramaturgie
Die Geschehnisse werden zuerst von der entführten, an ein Bett gefesselten Veronika als Rückblende erzählt. Dazwischen erfolgen Kommentare durch sie. Das kurze Ende nach Veronikas Befreiung durch Jagoda wird wieder chronologisch dargestellt. Als Epilog folgen Ereignisse im Innenministerium, wo die Ministerin auftaucht. Zum Abspann treten die rechtzeitig aus Bad Fucking geflüchteten Cheerleader auf.

## Produktion
Gedreht wurde im Sommer 2013 in Lauffen, Altaussee, am Langbathsee und in den Wiener Rosenhügel-Studios. Der Film startete am 20. Dezember 2013 in den österreichischen Kinos und konnte mit 20.000 Zuschauern am Startwochenende den besten Kinostart eines österreichischen Films 2013 verbuchen. Im Vorfeld des Kinostarts untersagte Facebook aufgrund des Filmtitels jegliche Werbung für den Film auf der Social-Media-Plattform.

## Buch
Der gleichnamige Roman von Kurt Palm (2010) verkaufte sich 50.000 Mal im gesamten deutschsprachigen Raum und wurde mit dem „Friedrich-Glauser-Preis 2011“ als Bester Roman ausgezeichnet. 2011 wurde ein gleichnamiges Theaterstück von Palm am Linzer Theater Phönix uraufgeführt.

## Anspielungen
Der Ortsname spielt auf den realen oberösterreichischen Ort Fucking an, der tatsächlich von Touristen besucht wurde, die sich mit der Ortstafel fotografieren ließen. Der Ort wurde 2020 in Fugging umbenannt.
Die Innenministerin in Buch und Film, Maria Sperr, weist zahlreiche Parallelen mit der ehemaligen österreichischen Innenministerin Maria Fekter auf.

## Publikation
- Kurt Palm: Bad Fucking. Krimi. Residenz, St. Pölten / Salzburg 2010, ISBN 978-3-7017-1534-3.